# Számadó Emese
Számadó Emese (Oroszlány, 1967. május 11. –) magyar régész, múzeumigazgató.

## Életpályája
1985-ben érettségizett az oroszlányi Lengyel József Gimnáziumban. 1985–1990 között az Eötvös Loránd Tudományegyetem Bölcsészettudományi Kar történelem tanári és régészet szakán végzett. 1994–1996 között elvégezte a Budapesti Műszaki Egyetem fotogrammetria és térinformatikus szakát.
1990–től a komáromi Klapka György Múzeum régésze, 1993 óta a Múzeumbarát Kör, 1999-től az intézmény vezetője. Szerkeszti, illetve írja a múzeum kiadványait.
Feltárásokat végzett többek között 1992-től Komárom-Szőny-vásártéren és Komárom különböző helyein.

## Művei
- 1991 Erőd-Fort Sandberg. Fotó-katalógus. Komárom.
- 1994 Ein Meilenstein der Senatskaiser Pupienus und Balbinus aus Pannonien. Zeitschrift für Papyrologie und Epigraphik (Bonn) 101, 205–207. (tsz. Lőrincz Barnabás)
- 1995 A Szőny vásártéri freskó-lelet. Katalógus. Komárom. (tsz. Borhy László)
- 1996 A szőnyi – vásártéri ásatás leleteiből 1992–1995. Komárom. (tsz. Borhy László)
- 1997 Brigetio kutatástörténete. KEMK 5, 149–174.
- 1997 Két új felirat Brigetio körzetéből. KEMK 5, 261–272.
- 1997 Komárom. In: Magyarország Megyei Kézikönyvei 11. Komárom-Esztergom Megye Kézikönyve. Szekszárd.
- 1998 Komárom. In: Bábolna, Kisbér, Komárom, Oroszlány. Budapest.
- 1998 Komárom és kistérsége. In: Magyarország Kisrégiói 11/3. Komárom-Esztergom Megye. Veresegyház.
- 1999 Selye János emlékek a magyar Komáromban és a Szlovák Komárnoban. Orvosi Hetilap 140/16, 895–898. (tsz. Vértes L.)
- 1999 A Komárom-Szőny Vásártéren 1992 és 1998 között folytatott ásatások eredményei. Komáromi Atelier 2/1, 35–36.
- 1999 Római kori falfestmények a Klapka György Múzeum állandó kiállításán. Komáromi Atelier 2/1, 37.
- 1999 Rómer Flóris és Komárom. Rügyek 2/4.
- 1999 A Komárom/Szőny-MOLAJ “A” út lelőhelyen feltárt római szarkofágok. In: Borhy László – Számadó Emese: Brigetio kincsei. Kiállításvezető. Komárom, 3–16. (tsz. Borhy László)
- 2001 Római kori csontfaragványok és modern hamisítványok. Komárom. (tsz. Borhy László)
- 2002 110 éves a komáromi Erzsébet híd 1892-2002. Komárom.
- 2003 Gemmák, gemmás gyűrűk és ékszerek Brigetióban (tsz. Borhy László)
- 2005 40 éves a komáromi Klapka György Múzeum
- 2006 Új-Szőnytől Komáromig.
- 2007/2014 Komárom és településrészeinek egyesülése. Komárom. (tsz. Herczeg Renáta - Túri Zsolt)
- 2008 Komárom 1938-1945 - A Felvidék visszacsatolása és komáromi következményei a korabeli sajtó és dokumentumok tükrében. Komárom. (tsz. Turi Zsolt)
- 2009 "Retirálja, retirálj, Komáromig meg se állj" - 200 éves a komáromi erődrendszer. Komárom.
- 2009 Komárom 1919. évi eseményei. In: Komárom – Esztergom Megyei Múzeumok Közleményei. Tata, 129–146. (tsz. Mácza Mihály)
- 2009 "Villámcsapás" - Zsolt Béla és a 20. század eleji Komárom. Komárom.
- 2010 A komáromi vasútvonalak története. Komárom. (tsz. Turi Zsolt)
- 2010 Révkönyv - Komárom 2010. Komárom. (tsz. Rédli Margit)
- 2010 Czerny József - néhai komáromi iskolaigazgató. Tatabányai Múzeum Évkönyve 1, 161-172.
- 2010 Régészeti kutatások Komárom / Szőny területén, a római kori Brigetióban, 1990-2010 között. In: Acta Mvsei Sabesiensis 2 (Terra Sebvs)
- 2011 A komáromi pénzügyőrség és vámőrség története. Komárom. (tsz. Turi Zsolt)
- 2012 A komáromi tűzrendőrség története. Komárom. (tsz. Turi Zsolt)
- 2013 Természeti katasztrófák Komáromban. Komárom.
- 2013 A 100 éve épült barokk álom - A szőnyi Solymosy-Gyürky kastély története.
- 2014 Ezt a hazát tehát elvesztettem.
- 2015 Békesség veletek! A katolikus egyház története Komáromban. Komárom. (tsz. Turi Zsolt)
- 2015 A komáromi Klapka György Múzeum ötödik évtizede - 2005-2015. Komárom.
- 2015 Philippus Arabs császár brigetiói törvénytáblája. (tsz. Borhy László - Bartus Dávid)
- 2015/2016 Komárom - Helytörténet a kezdetektől napjainkig. Komárom. (tsz. Rabi Lenke - Turi Zsolt - Oláh Kálmán - Bálint Ferenc)
- 2016 Komárom a szabadságharcban, 1848-49 - válogatás a Komáromi Napok történész konferenciáinak előadásaiból, 1992-2016. Komárom (társszerk. Kiss Vendel)
- 2016 Komárom 1956
- 2017 Soli Deo Gloria - A protestáns egyházak története Komáromban, a Duna két partján (szerk.; tsz.)
- 2018 Komárom, komáromiak, komáromi alakulatok az első világháborúban. Komárom. (tsz. Bálint Ferenc - Turi Zsolt - Pokorny Gábor)
- 2019 Rauscher György - Az új tárgyiasság és a gáláns világ festője. Komárom.

## Díjai, elismerései
- 1999 Múzeumi Szakmai Nívódíj
- 2014 Megyei Príma Díj - Tudomány[1]
- 2022 Komárom-Esztergom Megyéért Szakmai Díj
- 2024 Pro Urbe Komárom
- 2024 A Magyar Érdemrend lovagkeresztje